# Vaccinium steinii
Vaccinium steinii är en ljungväxtart som beskrevs av Herman Otto Sleumer. Vaccinium steinii ingår i Blåbärssläktet, och familjen ljungväxter. Inga underarter finns listade i Catalogue of Life.